# Audi RS2
Audi RS2 (typenummer P1) er betegnelsen for et samarbejde mellem de tyske bilmærker Audi og Porsche, på basis af Audi 80 B4 Avant (typenummer 8C). Modellen kunne kun fås som Avant (stationcar), ikke som Limousine (sedan). Dog er der udstillet en RS2 Limousine i Audi Museum i Ingolstadt. RS2 modellerne blev produceret fra 1994 til 1996. Som direkte efterfølger kan ses Audi RS4, som blev introduceret i 2000.
Alle RS2 modeller er udstyret med permanent Quattro firehjulstræk, og en 2,2 liters 5-cylindret rækkemotor med turbolader, intercooler, en effekt på 315 hk (232 kW) og et drejningsmoment på 410 Nm (motorkode ADU), baseret på motoren fra Audi S2, hvor den yder 230 hk (169 kW) og 350 Nm (motorkode ABY). Til bremserne anvendes Porsche dele i stedet for de standardmonterede Audi 80 dele.

## Udstyr

### Sikkerhed
- ABS-bremser
- Fører- og passagerairbag med stort volume
- Automatiske trepunkts sikkerhedsseler
- Selestrammere forrest
- Advarselstrekant
- Startspærre

### Elektrisk og funktion
- Udendørstermometer i kombiinstrument
- Auto-Check system med kørecomputer
- Varme- og ventilationsanlæg med 4-trins blæser, defrosterdyser for forrude og forreste sideruder og 7 separat indstillelige ventilationsdyser i instrumentpanelet
- Elektriske ruderegulatorer forrest og bagest
- Kombiinstrument med speedometer, omdrejningstæller med digitalur, kilometertæller, triptæller, kølevæsketermometer og brændstofmåler
- Belysning af kontakter, forreste askebæger, varme- og ventilationsbetjening samt cigarettænder
- Forrudevisker med intervalfunktion, 2 faste hastigheder, enkeltslagsfunktion og visker/vasker automatik
- Elektrisk lyslængderegulering
- Forlygtevaskere
- Havariblinkanlæg med trykknap i midterkonsol
- Advarsels- og kontrollamper for olietryk, fjernlys, havariblink, kølevæsketemperatur, aktiveret håndbremse, generator, blinklys, elbagrude, bremsevæskestand, ABS og airbag
- Ekstra instrumenter i midterkonsol: Olietryksmåler, olietermometer og voltmeter

### Indvendigt
- Midtertunnel mellem forsæder
- Spejlindsatser af alcantara i blå eller sølvgrå
- Fodmåtter af velour
- Instrumentskiver hvide med kromringe i sort
- Midterarmlæn i bagsæderyglænet, kan klappes ind
- Bagsæderyglæn og -sæde komplet fremklappeligt
- Gearstangsknop og integreret manchet i læder
- Airbag læderrat i sort
- Nakkestøtter forrest og bagest
- Sportssæder forrest, Recaro med elektrisk højde- og ryglænsindstilling

### Udvendigt
- Sidespejle fra Porsche med speciel fod, elektrisk justerbare og opvarmelige, konvekst i højre side
- RS2 emblem i kølergitter og på bagklappen med "Porsche"-skrifttræk
- Fuldt forzinket karrosseri med hulrumskonservering
- Kofanger kunststoflakeret i vognfarve, forrest med udragende spoiler og ekstra køleluftindtag, bagest med integreret nummerplade
- Grøntonede, varmedæmpende ruder
- Letmetalfælge i Porsche-design på 245/40 ZR17 dæk (reservehjul i normal udførelse)